# Palasthotel Weber

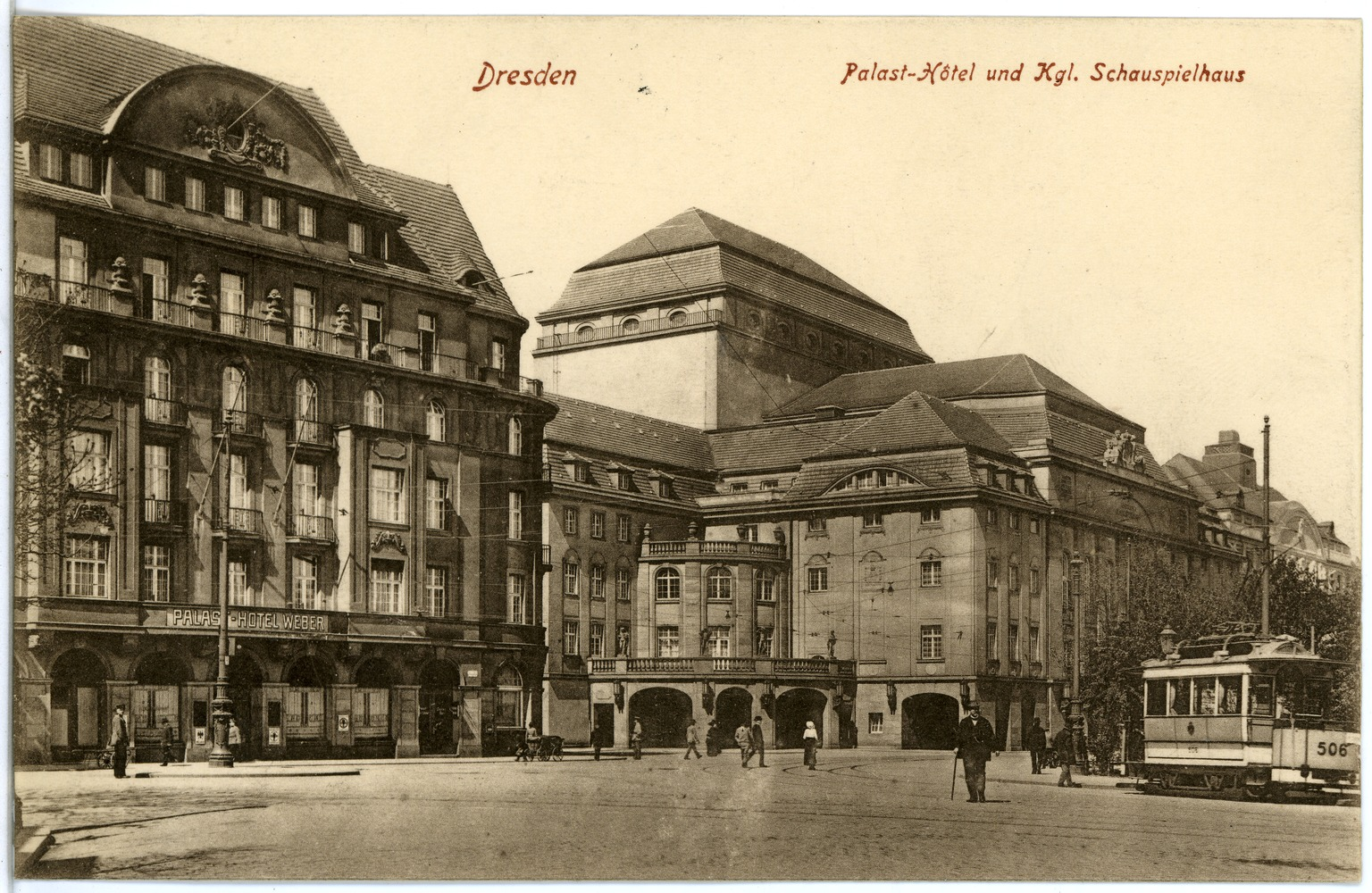
Palasthotel Weber (1915)

Das Palasthotel Weber entstand 1911 nach einem Entwurf der Architekten Lossow & Kühne durch Umbau des sogenannten „Turmhauses“ auf dem Eckgrundstück Ostra-Allee/Postplatz in Dresden. Das im Zweiten Weltkrieg beschädigte und ausgebrannte Gebäude wurde zwar als Büro- und Geschäftsgebäude hergerichtet, aber schließlich doch 1968 abgebrochen.

## Geschichte und „Turmhaus“

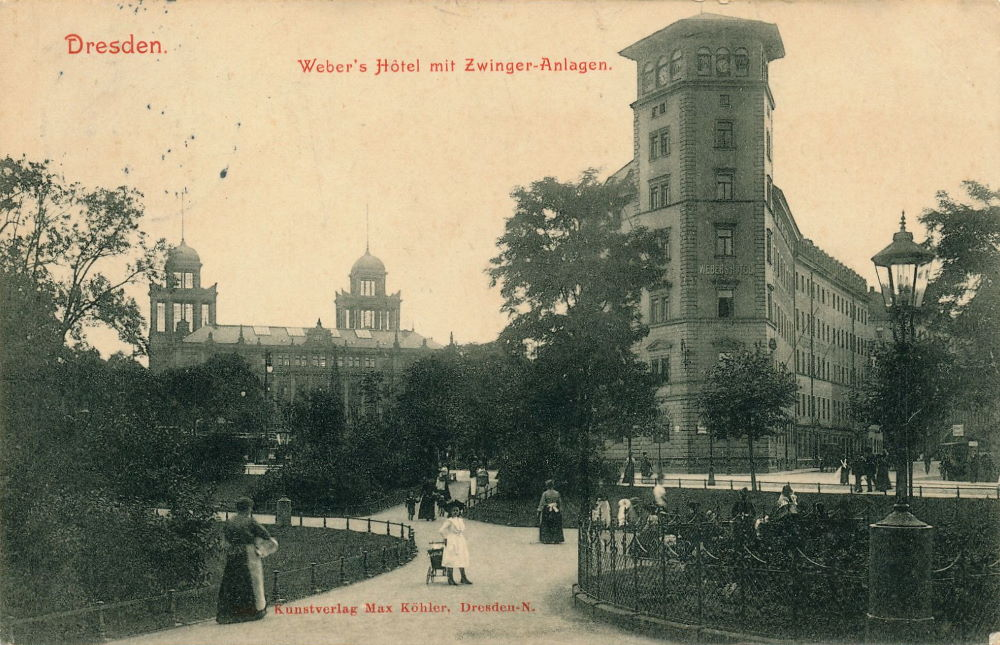
„Weber’s Hôtel“ am Postplatz (sog. „Turmhaus“, Ansichtskarte um 1905), aufgenommen von den „Zwingeranlagen“, der Standort des Fotografen heute der Zwingergraben

Das Gebiet vor dem Wilischen Tor, später als Wilsdruffer Tor bezeichnet, war jahrhundertelang geprägt durch das Stadttor selbst und seine Funktionen, wie auch durch den nahegelegenen und erst 1937 stillgelegten Weißeritzmühlgraben. So entstand einerseits südwestlich das Gerberviertel (die Gerberei benötigte große Mengen Wasser), andererseits entstanden einfache und einfachste Restaurationen und Übernachtungsmöglichkeiten. Nach Angaben von Matthias Starke muss ab etwa 1850 eine Bewegung entstanden sein, möglicherweise auch bedingt durch einsetzenden Tourismus, der Gegend vor dem Tor gegenüber dem Dresdner Zwingers ein angemesseneres Gepräge zu geben. Spätestens ab 1871 setzt eine stürmische und bis dahin unbekannte Entwicklung Dresdens ein, die auch den Platz vor dem mittlerweile abgebrochenen Stadttor umfasst.
Die Geschichte des „Hotel Weber“ (zeitgenössische Schreibweise „Weber’s Hôtel“) liegt weitgehend im Dunkel: Während Löffler die Entstehung „um 1830“ behauptet, so ist auch im Themenstadtplan der Stadt Dresden, Grundkarte „Historische Karte 1866“ kein Gebäude, sondern nur Einzelbauten des sogenannten „Gerberviertels“ (Gerbergasse, Palmstraße, Zwingerstraße, durchflossen durch den Weißeritzmühlgraben) nachweisbar. Auf dem Plan von A. Lang „Specieller Situations-Plan von der Königlichen Haupt- und Residenzstadt, Sections-Bl. 4“ ist zwar das „Thurmhaus“ an der östlichen Ecke Zwingerstrasse und Ostra-Allee eingetragen, ein spezieller Hinweis zu „Weber’s Hôtel“ wiederum nicht zu finden. Da dieser Plan jedoch abschnittsweise ab 1862 bis 1870 entstand und keinem konkreten Jahr zugeordnet werden kann, kann man die Bebauung mit dem Turmhaus um 1868 einordnen.
Ab etwa Mitte der 1880er Jahre sind Fotografien vorhanden, die das Eckgrundstück Ostra-Allee/Postplatz mit Fronten zum Postplatz einerseits und zur Großen Zwingerstraße andererseits mehrere mehrgeschossige Gebäude zeigen, und 1887 am Eckgrundstück die Aufschrift „Weber’s Hôtel“ nachweisen. Charakteristisch bleibt dabei der Turm (genannt „Turmhaus“), der, aus der Flucht der Ostra-Allee von Westen aus gesehen, eine Landmarke darstellte.  Weitere Fotografien weisen nach, dass sich „Weber’s Hôtel“ in den späten 1890er und 1900er Jahren auch auf Nachbargebäude erstreckte, die wohl durch Ankauf und Umbau dem ursprünglichen Hotel (mit „Turmhaus“) hinzugefügt wurden.
Mit dem Erwerb des an der westlichen Ecke Zwingerstrasse und Ostra-Allee befindlichen „Silberhammers“ durch die Stadt Dresden 1887 und dessen Abbruch 1897 begann eine neue Phase der Stadtentwicklung in dem Areal westlich von „Weber’s Hôtel“, dem „Gerberviertel“, das durch die Entwicklung der Stadt nach 1871 längst nicht mehr als zeitgemäß angesehen wurde. Dem kam überdies entgegen, dass die eigentlichen gewerblichen Unternehmen ab 1873, der Fertigstellung des „Alten Schlachthofes“ in der Leipziger Vorstadt bis etwa 1880 umgesiedelt waren.
So wurden ab 1897 auch weiträumige Gebäudeabbrüche vorgenommen und insbesondere ab 1904 der bis dahin noch teilweise offen fließende Weißeritzmühlgraben neu an den Rand der Ostra-Allee verlegt und in diesem Areal nunmehr vollständig eingewölbt. Damit entstand ein relativ großer Bauplatz, der ab 1909 für die Errichtung eines Schauspielhauses vorgesehen wurde. Dies mag der äußere Anlass gewesen sein, dass der Eigentümer von „Weber’s Hôtel“ seinerseits größere Umbaumaßnahmen plante und schließlich das für den Bau des Schauspielhauses ausgewählte Planungsbüro Lossow & Kühne seinerseits mit Architekturentwürfen und schließlich dem Umbau beauftragte.

## Beschreibung

### Architektur

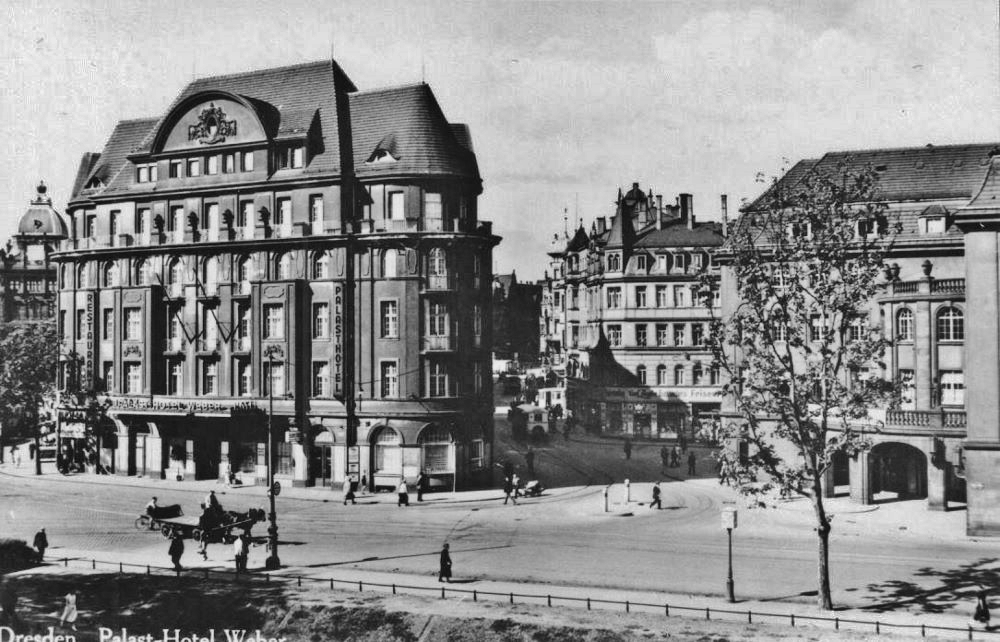
Palasthotel Weber mit Großer Zwingerstraße (Mitte) und Schauspielhaus (rechts, angeschnitten) (vom Zwinger (auf der Langgalerie) aus gesehen, ca. 1914)

Das fünf- bis sechsgeschossige Gebäude wurde 1911 aus dem früheren „Turmhaus“ und seinen Nebengebäuden zu einem repräsentativen Gebäude im Monumentalstil der Reformarchitektur mit barocken Anklängen umgebaut. Architekten waren William Lossow und Max Hans Kühne, die auf dem Nachbargrundstück zur gleichen Zeit das Gebäude des Schauspielhauses Dresden errichteten: Es war gleichsam dessen architektonisches Pendant.
Das Gebäude erhielt durch den Umbau eine geschwungene Fassade, die sich zum Postplatz hin bog und durch Lisenen in Kolossalordnung gegliedert war. Ein siebenfenstriger Risalit befand sich in der Mitte der Fassade, der zwei über mehrere Geschosse verlaufende Erker mit üppigem Jugendstildekor zeigte. Den oberen Abschluss des Risalit bildete ein hoher Segmentbogen-Giebel, in dessen Tympanon ein monumentales Relief zu sehen war.

### Nutzung
In der abgerundeten Ecke zum Postplatz wurde ein Restaurant eingerichtet, von dem aus man auf den Verkehr in der Ostraallee, dem Zwinger und das abendliche Strömen der Besucher des Schauspielhauses blicken konnte. Die sich in den darüber liegenden Etagen befindlichen Zimmer waren die teuersten Räumlichkeiten des gesamten Hotels. Auch andere Ansichten (Diele, Eingangshalle mit geschwungener Treppe usw.), auf zahlreichen Werbepostkarten gezeigt, weisen die Gediegenheit des Hotelgebäudes nach. Betrieben wurde es von Ernst Binder, der auch, nach den Adressbüchern, Besitzer des Objektes war.
Schon kurze Zeit später öffnete das Hotel nunmehr als „Palasthotel Weber“ und avancierte mit zum teuersten Hotel, was südlich des Zwingers zu finden war: Ausgestattet war es mit 150 Zimmern bzw. 180 Betten, zum Teil mit Bad, dazu Fahrstuhl, Zentralheizung und sogar schon einem „Auto-Einstellraum“ (1912). Die Zimmerpreise betrugen von 4 Mark an aufwärts und wurden eigentlich nur noch vom nobleren Hotel Bellevue am Theaterplatz übertroffen.
Das „Palasthotel“ stand jedoch auch dem normalen Besuch offen: So wurde jeweils dienstags und freitags zum „Gesellschaftsabend mit Tanz“ im „Blauen Salon“ (dunkler Anzug war Vorschrift) eingeladen, im Restaurant wurde jeden Abend Tafelmusik geboten. In den 1920er Jahren gab es schließlich hier die „Palastconditorei“ (Pächter: Paul Schröder), wohl auch als Pendant zu den ebenfalls am Postplatz gelegenen, aber eher auf den Bierausschank orientierten Gaststätten des „Gambrinus“ bzw. des „Stadtwaldschlösschens“. Ende der 1920er Jahre wurde in einem Teilbereich des Erdgeschosses ein damals beliebtes Automatenrestaurant eingerichtet.

## Zerstörung und Abbruch

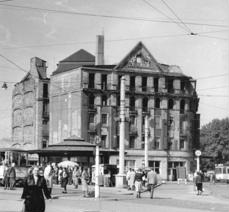
Palasthotel Weber vom Postplatz aus (1956)

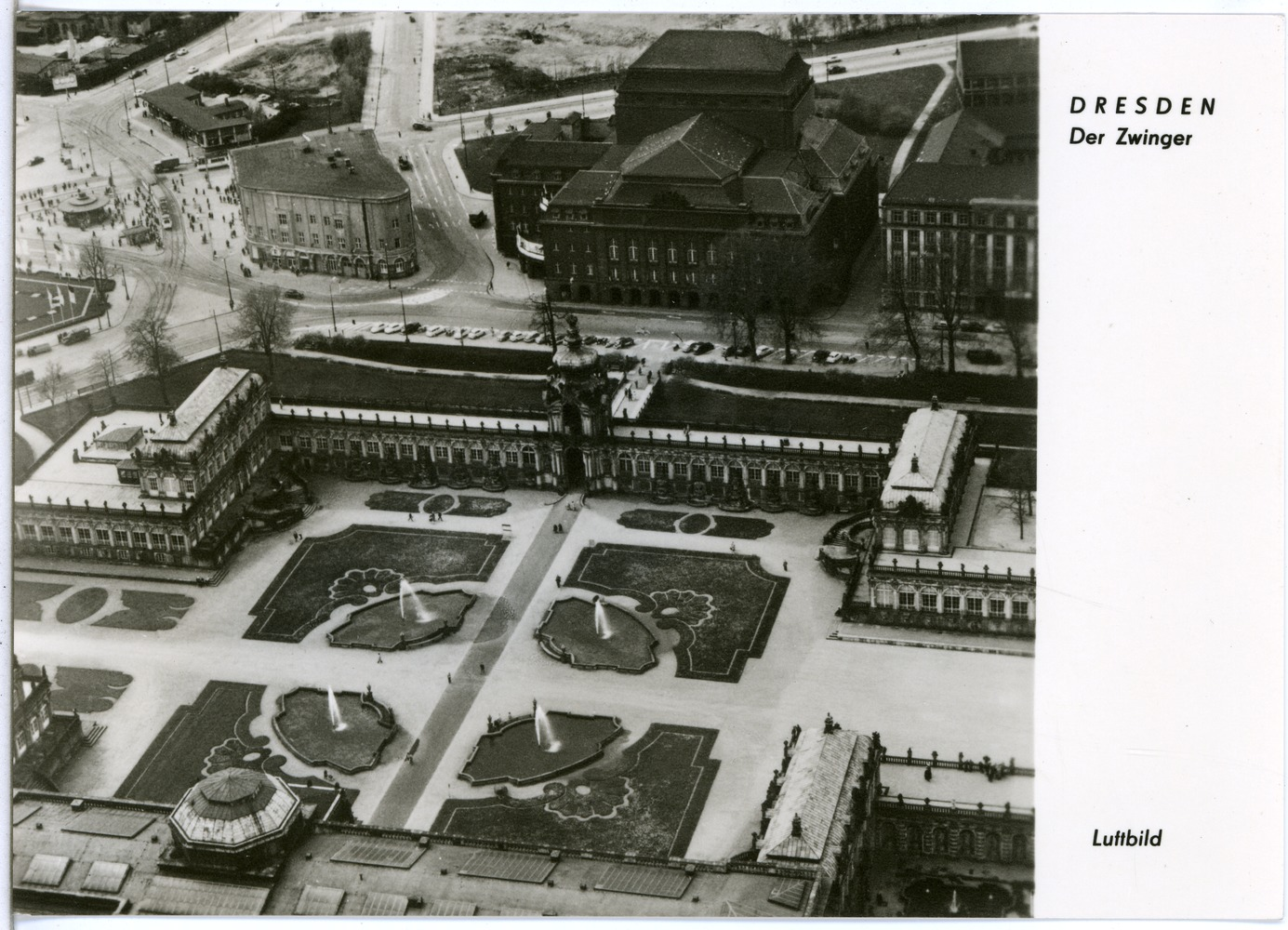
Luftbild mit Zwinger und Palasthotel Weber (1963)

Während der Luftangriffe auf Dresden wurde das Palasthotel nur teilweise zerstört, brannte jedoch komplett aus. Die Ruine wurde anders als in deren Umgebung nicht abgebrochen, sondern beginnend ab den frühen 1950er Jahren gesichert und notdürftig ausgebaut. In einem Plan der ersten Aufbaujahre ist noch von einem Wiederaufbau zu lesen, jedoch wendete man sich schnell davon ab. Allerdings richtete man die Ruine als Notunterkunft für Büroflächen ein, die absolute Mangelware waren und ein wenig Gewerbe wurde ebenfalls im Erdgeschoss betrieben. Nach 1953 wurde auch das Dach gedeckt und das hergerichtete Gebäude als Bürogebäude betrieben.
Dessen Abriss war 1958 erstmals Gegenstand einer Planungsvorlage mit drei Varianten seitens der „Brigade Stadtarchitekt“ für die Bürositzung der SED-Stadtleitung Dresden am 22. August 1958. In drei Varianten wurden u. a.Bebauungs- und Verkehrsvorschläge für den Postplatz vorgelegt. In Variante drei war für dieses Areal u. a. der Erhalt des Palasthotels und dessen Ausbau als Hotel vorgeschlagen worden. Bezeichnenderweise wurde diese durch die Stadtleitung verworfen (Hinweis: Angenommen wurde die Variante zwei mit tiefgreifenden Eingriffen in die städtebauliche Struktur), und dessen Abriss empfohlen.
Trotz Protesten der Denkmalpflege wurde der Abriss zwar mehrmals verschoben, wurde schließlich aber 1968 vollzogen.
Der Platz, der später nur für eine Straßenbahntrasse, die „Alte Drei“, benannt nach der dort bis 1974 verkehrenden einzigen Straßenbahnlinie, genutzt wurde, ist seitdem unbebaut.